# 最後的獨角獸
《最後的獨角獸》（英語：The Last Unicorn）是彼得·畢格創作的奇幻小說，故事描述一隻獨角獸尋找同族的冒險旅程。1987年《Locus》網站根據訂閱者投票，將《最後的獨角獸》列為33部「史上最佳奇幻小說」中的第五名。

## 劇情簡介
世界上最後一隻獨角獸住在森林中，她聽到人們談論獨角獸都消失的事，決定離開家鄉尋找同族。在蝴蝶的指引下，她得知獨角獸都被可怕的紅牛驅逐。尋找紅牛線索的獨角獸遇到福氣媽媽的馬戲團，被抓起來供人觀賞，幸好得到魔法師西門瑞克的幫助才能脫身。後來一名綠林大盜茉莉‧葛露也加入他們，一起朝傳說中紅牛出沒的海格國王城堡前進，不料半途中紅牛突然現身攻擊獨角獸，為救獨角獸，西門瑞克將獨角獸變成變成一名人類少女，並對海格國王及其收養的里爾王子宣稱少女是他的姪女阿瑪西亞。變成人類的阿瑪西亞逐漸忘記自己是獨角獸，並與里爾相戀，但命令紅牛將獨角獸都趕入海中的國王始終認為阿瑪西亞並非凡人，最後紅牛再度攻擊他們，西門瑞克將阿瑪西亞變回獨角獸，里爾為幫助獨角獸差點遭紅牛踩踏，感到憤怒與悲傷的獨角獸正面與紅牛對峙，將紅牛逼退至海中，紅牛輸了，無數遭囚禁在海中的獨角獸奔湧回陸地，不再是阿瑪西亞的獨角獸離開里爾，並與西門瑞克、茉莉在夢中告別。

## 出版書籍
| Viking Press     | Viking Press | Viking Press | 城邦文化     | 城邦文化 | 城邦文化        |
| 原書名           | 發售日期     | ISBN         | 譯名         | 發售日期 | ISBN            |
| ---------------- | ------------ | ------------ | ------------ | -------- | --------------- |
| The Last Unicorn |              | ISBN         | 最後的獨角獸 | 2001年   | ISBN 9577455077 |

## 改編動畫
《最後的獨角獸》改編的動畫電影於1982年上映，由英美日合作，導演為Arthur Rankin Jr.及Jules Bass。在美國的票房總額為6,455,330美元。